# IC 750
IC 750 est une galaxie spirale relativement rapprochée, vue par la tranche et située dans la constellation de la Grande Ourse. Sa vitesse par rapport au fond diffus cosmologique est de 935 ± 16 km/s, ce qui correspond à une distance de Hubble de 13,8 ± 1,0 Mpc (∼45 millions d'al). Elle a été découverte par l'astronome autrichien Rudolf Ferdinand Spitaler en 1892.
La classe de luminosité d'IC 750 est I-II et elle présente une large raie HI. Selon la base de données Simbad, IC 750 est une galaxie à noyau actif.
À ce jour, près d'une dizaine de mesures non basées sur le décalage vers le rouge (redshift) donnent une distance de 23,512 ± 6,214 Mpc (∼76,7 millions d'al), ce qui est à l'extérieur des valeurs de la distance de Hubble. Comme cette galaxie est relativement rapprochée du Groupe local, cette valeur est peut-être plus près de la distance réelle qui la sépare de la Voie lactée. Comme cette galaxie est relativement rapprochée du Groupe local, cette valeur est peut-être plus près de la distance réelle qui la sépare de la Voie lactée.
Les galaxies IC 749 et IC 750 forment une paire de galaxies gravitationnellement liées. Cette paire est inscrite au catalogue des galaxies en interaction d'Erik Holmberg comme Holm 313 (Holm 313A pour IC 749 et Holm 313B pour ICC 750). IC 749 ne figure pas dans la liste du groupe de NGC 4051, mais elle devrait logiquement y être incluse.

## Groupe de NGC 4051 et de M101
Selon A.M. Garcia, la galaxie IC 750 fait partie d'un groupe de galaxies qui compte au moins 19 membres, le groupe de NGC 4051. Les autres membres du groupe sont NGC 3906, NGC 3938, NGC 4051, NGC 4096, NGC 4111, NGC 4117, NGC 4138, NGC 4143, NGC 4183, NGC 4218, NGC 4288, NGC 4346, NGC 4389, UGC 6805, UGC 6818, UGC 6930, UGC 7089 et UGC 7129.
Plusieurs galaxies du groupe de NGC 4051 apparaissent aussi dans un groupe plus vaste qui compte plus de 80 galaxies, le groupe de M101, mais IC 749 et IC 750 n'y figurent pas. Plusieurs galaxies de la liste de Mahtessian se retrouvent également dans d'autres groupes décrit par A.M. Garcia, soit le groupe de NGC 3631, le groupe de NGC 4051, le groupe de M109 (NGC 3992), le groupe de NGC 4051, le groupe de M106 (NGC 4258) et le groupe de NGC 5457.
Plusieurs galaxies des six groupes de Garcia ne figurent pas dans la liste du groupe de M101 de Mahtessian. Il y a plus de 120 galaxies différentes dans les listes des deux auteurs. Puisque la frontière entre un amas galactique et un groupe de galaxie n'est pas clairement définie (on parle de 100 galaxies et moins pour un groupe), on pourrait qualifier le groupe de M101 d'amas galactique contenant plusieurs groupes de galaxies.
Les groupes de M101 et de NGC 4051 font partie de l'amas de la Grande Ourse, l'un des amas galactiques du superamas de la Vierge.